# Penn Yan
Penn Yan es una villa ubicada en el condado de Yates en el estado estadounidense de Nueva York. En el año 2000 tenía una población de 5,219 habitantes y una densidad poblacional de 888 personas por km². Su nombre fue el que sus primeros colonos usaron para referirse a su comunidad. La población se encuentra principalmente en el municipio de Milo, aunque una pequeña parte se encuentra en el de Benton. Al sur de la población se encuentra el Aeropuerto de Penn Yan.

## Historia

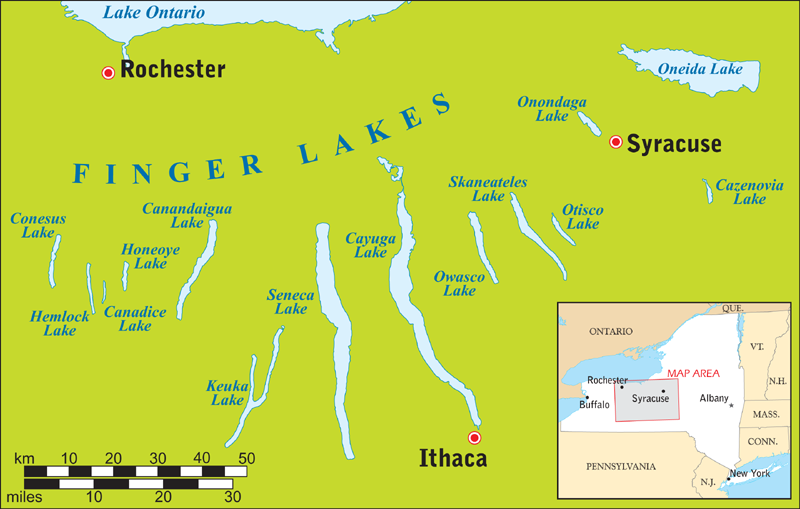
Localización del lago Keuka y de los Finger Lakes en el estado de Nueva York.

La primera casa construida en Penn Yan se levantó en 1799. Cuando el condado de Yates fue creado en 1823 la población se convirtió en la sede del condado.
Los primeros colonos fueron principalmente seguidores de Jemima Wilkinson, una religiosa entusiasta nacida en Cumberland, quien afirmaba que había recibido un encargo divino. Tras predicar en Rhode Island, Connecticut, Massachusetts y Pensilvania recibió una gran extensión de terreno, a la que llamó Jerusalem en 1789, en lo que posteriormente sería el condado de Yates. En 1788 fundó la población de Hopeton a orillas del lago Keuka, a una distancia de un kilómetro y medio del lago Seneca. Allí se establecieron un gran número de seguidores. En 1790 Wilkinson se estableció en la población, pero antes de 1800 un gran número de seguidores la abandonaron y la comunidad se fue disolviendo gradualmente.
Se dice que el nombre de la población viene de las primeras sílabas de "Pennsylvania" y "Yankee", ya que la mayoría de sus primeros habitantes provenían de Pensilvania y Nueva Inglaterra. Ya a finales del siglo XX llegaron a la población un gran número de familias amish y menonitas.
La población se encuentra en el extremo oeste del antiguo canal de Crooked Lake.

## Geografía
Penn Yan se encuentra ubicada en las coordenadas 42°39′36″N 76°3′20″O / 42.66000, -76.05556.
Penn Yan se encuentra en el extremo de la rama oriental del lago Keuka, uno de los Finger Lakes. Según la Oficina del Censo de los Estados Unidos, la población tiene una superficie total de 6 km², de los que 5,9 km² son tierra y 0,1 km², un 2,58%, son agua.

## Demografía
Según el censo de 2000, Penn Yan cuenta con 5.219 habitantes, 2.141 hogares y 1.261 familias. Tiene una densidad de 887,7 hab./km². Hay 2.299 casas en la población con una densidad de 391,0 casas/km². Un 97,15% de la población es de raza blanca, un 0,67% son afroamericanos, un 0,27% amerindios, un 0,31% asiáticos, un 0,06% de las islas del Pacífico, un 0,33% de otras razas y un 1,23% son de más de una raza. La población hispana o latina representa un 0,94% de la población.
Hay 2.141 hogares de los cuales un 29,2% cuentan con niños de menos de 18 años, un 41,2% son parejas casadas que viven juntos, un 12,8% son mujeres que viven sin marido y un 41,1% no son familias. El 35,1% de los hogares tienen un solo ocupante y un 18,5% son personas de 65 años o mayores que viven solas. La media de personas por hogar es de 2,28 personas/hogar mientras que el tamaño medio de las familias es de 2,90 personas/familia.
Un 23,9% de la población es menor de 18 años, un 7,6% tiene entre 18 y 24 años, un 26,4% tiene entre 25 y 44 años, un 20,4% tiene entre 45 y 64 años y un 21,7% son mayores de 65 años. La media de edad es de 40 años. Por cada 100 mujeres hay 87,2 varones, y si se contempla esta estadística para los mayores de 18 años, el número de varones por cada cien mujeres es de 81,2.
Según la Oficina del Censo en 2000 los ingresos medios por hogar en la localidad eran de $29,278, y los ingresos medios por familia eran $39,087. Los hombres tenían unos ingresos medios de $30,692 frente a los $19,263 para las mujeres. La renta per cápita para la localidad era de $15,848. Alrededor del 13.8% de la población estaban por debajo del umbral de pobreza.